# アムド

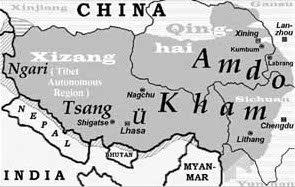
アムド

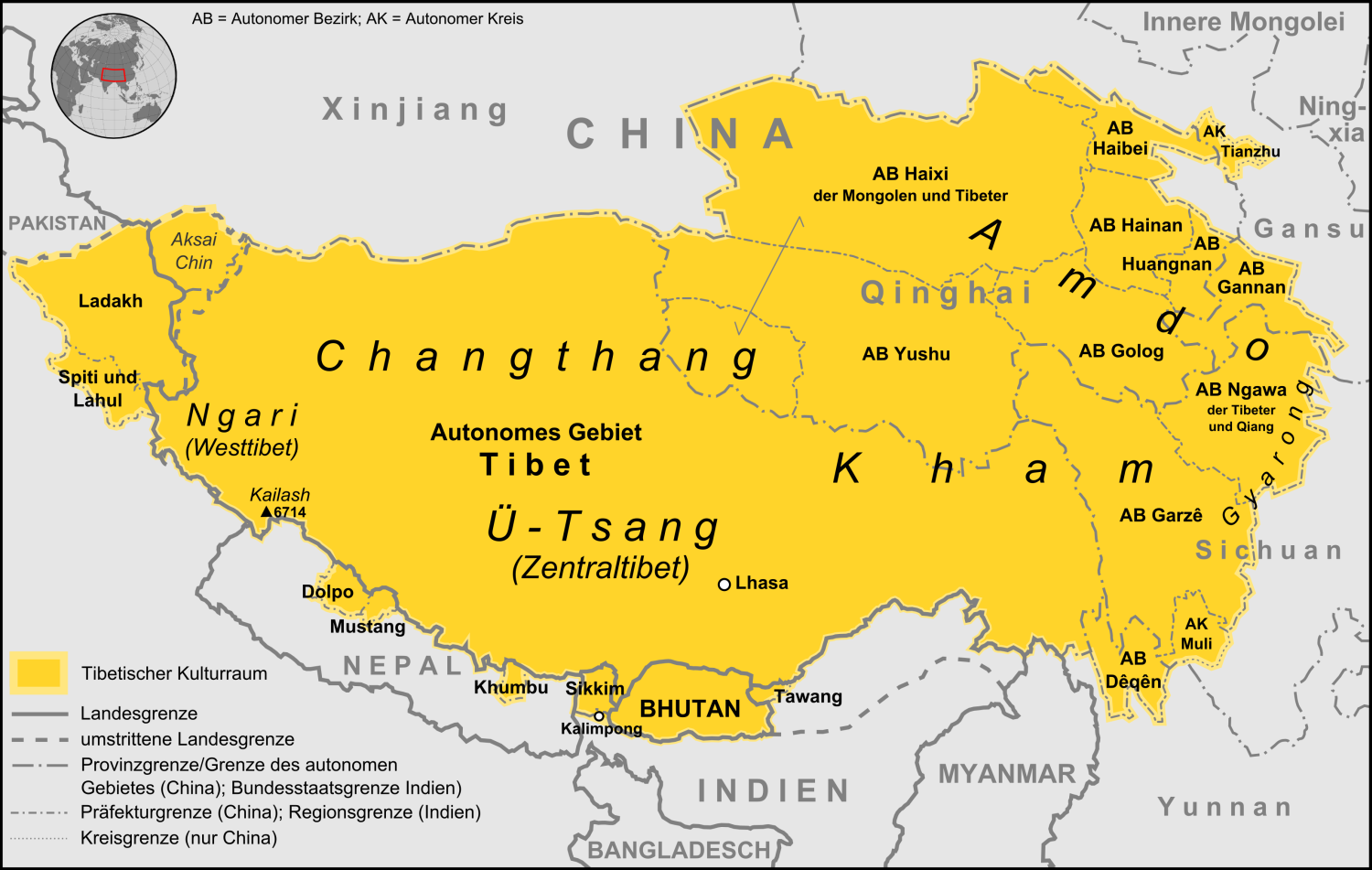
チベットのAmdo（アムド）。

アムド（チベット語: ཨ་མདོ་ a mdo、中国語: 安多、拼音: Ānduō）は、チベット（チベット高原）を構成する3つの地方のひとつで、その東北部を指す。その他はウー・ツァンとカム。
伝統的にチベット人とともにオイラトのホシュート部を中心とするモンゴル人や一部のテュルク系などが多数居住してきた。当地に居住するチベット人はアムド方言を用い、アムドーワ(a mdo ba)と自称した。
現在も青海省には多数のチベット仏教寺院が残り、チベット人・モンゴル人の僧侶によって守られている。

## 歴史
吐蕃王朝によるチベットの建国に先立ち、この地には鮮卑慕容部の支族である吐谷渾身・ཨ་ཞ།(とよくこん/アシャ)が勢力を張っていた。
吐蕃王朝によるチベット高原の統一と実質的な建国(7世紀)ののち、吐谷渾/アシャはチベットと中国との間で争奪の対象となった。吐蕃政権と中国の隋・唐王朝の抗争は、チベット側の勝利におわり、吐谷渾の君主は「アシャ王」の称号と王国組織を維持したまま吐蕃王家に臣従した。
9世紀、吐蕃王朝の崩壊ののち、吐蕃王室の皇子がこの地に逃れ、小政権を樹立した。13世紀、諸勢力の乱立するチベットを征服したモンゴル帝国は十進法に基づく万戸制度を持ち込むと同時に、チベット高原を「ドメー（＝アムド）」「ドカム」「ウーツァン」の「3チョルカ（漢語訳は三道/三路）」に分割して支配した。『元史』などの漢文史料では「3チョルカ」を「西番三道宣慰使司」と呼び、「ドメー」の支配機構をそれぞれ「吐蕃等処宣慰使司都元帥府」と表現する。チベット語史料の『漢蔵史集』はドメーの領域を「黄河河曲より以下、中国の白塔以上」とし、その中心地が河州のデンティク水晶仏殿であったと記す。
17世紀初頭、モンゴルの大ハーン、リンダン・ハーンに忠実なハルハのチョクト・ホンタイジがこの地を制圧した。リンダン・ハーンが病死し、その嫡子エジェイがアイシンギョロ朝アイシン国に降伏すると、チョクトは自身の称号をハーンと改め、「チョクト・ハーン」を称した。
チョクトは1637年、オイラト諸部の軍勢を率いて遠征してきたオイラト部族連合の盟主トゥルバイフに敗死した。トゥルバイフはラサにのぼり、ダライラマ五世から「護教法王（テンジン・チョェキギェルポ/シャジンバリクチ・ノムンハーン）」の称号をさずかり、オイラトの首長としてははじめて「ハーン」の称号をなのった。
トゥルバイフは、ジュンガルのバートル・ホンタイジら同盟部族の首長らに報償を与えてオイラト本国に戻す一方、自身の皇子たちとホショト部の直属の部民たちをこの地に呼び寄せ、この地を本拠として1640年〜42年にかけてチベット各地を平定、1642年、陥落させたばかりのツァントェ王のサムドゥプツェ宮殿において、「チベット三州の王」に即位した。同時にダライラマ五世に対し、ツァントェ王の旧領にほぼひとしい「チベット十三万戸」（=ヤルンツァンポ河流域）が寄進され、そのチャンズーパ（財務係）に、パクモドゥパ政権や歴代ツァントェ王に受け継がれてきた称号「デシー」が与えられ、ダライラマ政権が発足した。ダライラマ政権における「デシー」職には、「摂政」という訳語が当てられることが多い。
トゥルバイフにともなわれてチベット征服に従事し、そのまま青海湖の西方にひろがるシャラ・タラの地（青海草原）に住み着いたホショト部やその他のオイラト系遊牧民たちは、青海ホショト、青海オイラトと呼ばれるようになった。
グシハンの子孫たちは、1723年-24年に清朝の雍正帝から攻撃をうけて屈服し、ダライラマの後継者を決定する権利、チベット王権、チベット各地の直轄地や諸侯に対する支配権などをすべて剥奪された。
青海オイラトは清朝により盟旗制のもと30旗に再編され、青海草原とその上にくらすオイラト系遊牧民を30家で分け合う小規模領主となり、理藩院を通じて清朝より所領の安堵を受けることとなった。
そのほか、土司として、兵部を通じて清朝より所領の安堵をうけるアムド地方の諸侯には、次のようなものがある。
- チョネ王（卓尼土司）

青海オイラト30旗と、その南方を領するナンチェン王の所領は、清朝のもとでまとめて「藩部の青海地方」と位置づけられ、甘粛省の西寧に駐箚する西寧弁事大臣を通じて清朝の支配を受けた。

## 中華人民共和国による行政区画
中華人民共和国の行政区分では、以下の地域を合わせた領域にほぼ相当する。
- 青海省（玉樹チベット族自治州の一部を除く全域）
  - 西寧市（シリン）
  - 海東市（ツォシャル）
  - 海西モンゴル族チベット族自治州（ツォヌプ）
  - 海北チベット族自治州（ツォチェン）
  - 海南チベット族自治州（ツォロ）
  - 黄南チベット族自治州（マロ）
  - ゴロク・チベット族自治州
  - 玉樹チベット族自治州（ユルシュル）
    - 称多県（ディトゥ）
    - 雑多県（ザトェ）
    - 治多県（ディトェ）
    - 曲麻萊県（チュマルレプ）
- 甘粛省
  - 甘南チベット族自治州（ケンロ）
  - 武威市
    - 天祝チベット族自治県（バイリ）
- 四川省
  - アバ・チベット族チャン族自治州（ガパ）

## アムドの虐殺
1950年代に中国共産党によるチベット併合の過程で、共産党政府が「土地改革」をアムド地区でも実施したところ、他のチベット地域と同様に、アムド(青海省)でも大規模な武装蜂起が発生した。1958年3月から8月にかけて、甘粛から青海にかけての42万平方キロにかけてチベット人130,000人が「反乱」を行った。中国軍は、うち116,000人を殲滅し、武器70000丁を押収して平定した。また、「青海省」におけるチベット人・モンゴル人の遊牧民50,000人を逮捕した。この数字は青海省チベット・モンゴル人遊牧民総人口の10％にあたる。逮捕者の84%にあたる45,000人が誤認逮捕であった。拘留中に23,260人が死亡、誤って殺害されたものが173人。宗教・民族分子259人、民族幹部480人が死亡している。
なお、この戦乱の当時、中共青海省委員会が「反乱の根を徹底的に取り除き、革命的武装で決定的な打撃を加えなければならない」と報告したところ、毛沢東は、
| 青海反動派の反乱は大変結構。勤労人民解放のチャンスがやってきたのだ。(中略）チベット反動派が全面的反乱を起こせば、そこの人民はそれだけ早く解放を勝ち取れるのだ |

と答えている。
これらの過酷な殺戮行為について、1980年に中国共産党は「青海での極左の誤り」としている。1981年3月には「青海省での極左政策見直し」を決定した。

## 当地出身の著名人
- ツォンカパ（チベット仏教ゲルク派の開祖）
- パンチェン・ラマ10世
- ダライ・ラマ14世

### チベットのその他の各地

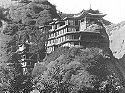
アムド シャチュン寺

- 中央チベット
- ウー
- ツァン
- カム
- ンガリ

### 歴史
- 吐谷渾（とよくこん）
- 吐蕃
- 青唐王国
- 西夏
- コデン王家
- アルタン・ハーン
- グシ・ハン王朝
- 年羹堯
- 青海省